# Mário Prata
Mario Alberto Campos de Morais Prata (Uberaba, 11 de fevereiro de 1946) é um escritor, dramaturgo, cronista e jornalista brasileiro. Conquistou reconhecimento como romancista, autor de telenovelas e de peças de teatro, sendo seus maiores sucessos a novela Estúpido Cupido (1976), as peças de teatro Fábrica de Chocolate (1979) e Besame Mucho (1987) e os livros Schifaizfavoire - Dicionário de Português (1994), Diário de um Magro (1997), Minhas Mulheres e Meus Homens (1998) e Purgatório (2007). Mario Prata tem três filhos: Antonio, Maria e Pedro. E três netos: Olivia, Daniel e Laura.

## Primeiros anos
Mario Prata é mineiro de Uberaba, mas foi criado na cidade paulista de Lins desde pequeno. Com catorze anos de idade, já escrevia "numa velha Remington no laboratório de meu pai (...) crônicas horríveis, geralmente pregando a liberdade e duvidando da existência de Deus". Com esta idade começou a escrever em A Gazeta de Lins, dessa vez assinando uma coluna social sob o pseudônimo Franco Abbiazzi. Logo já estava produzindo reportagens e artigos.
Sempre foi um leitor voraz, principalmente das revistas mais populares da época, como O Cruzeiro e Manchete, pois estas publicavam textos de grandes cronistas, como Millôr Fernandes, Rubem Braga, Fernando Sabino, Stanislaw Ponte Preta, Paulo Mendes Campos e Nelson Rodrigues. Daí a forte influência que os citados escritores tiveram em seu estilo.

## Primeiros trabalhos
A primeira peça de teatro, O Cordão Umbilical, estreou em 1970 com direção de José Rubens Siqueira, e teve críticas positivas.  O jornalista Jefferson del Rio, então na Folha de S. Paulo, assim a definiu em maio de 1970: “O Cordão Umbilical é explosão de vitalidade, esta densa, ainda imperfeita e entusiasmante vitalidade que se derrama sobre o teatro brasileiro. Deve ser visto”.
Mario largou a faculdade de Economia na USP e se demitiu do emprego que tinha na época, no Banco do Brasil, para dedicar-se exclusivamente à carreira de escritor. As peças que surgiram ainda na década de 1970 foram E se a gente ganhar a guerra? (1971) e Fábrica de Chocolate (1979), esta com encenação de Ruy Guerra. Fez vários roteiros de cinema ganhando dois Kikito do Festival de Gramado, o mais importante do Brasil.

## Sucesso
Com textos irreverentes, cômicos e inteligentes, Prata virou um autor versátil: escreveu novelas, roteiros para o cinema, livros adultos e infanto-juvenis, além de peças teatrais e mais de três mil crônicas em jornais e revistas (O Pasquim, Folha de S. Paulo, O Estado de S. Paulo, Istoé, Época e Última Hora, onde trabalhou com Samuel Wainer).
Na televisão, sua estreia foi com a telenovela Estúpido Cupido (1976/1977), seu maior sucesso na TV e também a última novela em preto e branco da televisão brasileira. Na Rede Globo, ainda fez minisséries e casos especiais. Na extinta Rede Manchete, fez a novela Helena (1987), uma de suas favoritas. Outros trabalhos conhecidos das décadas de 1980 e 1990 foram a premiada peça de teatro Besame Mucho, de 1982 (seu maior sucesso nos palcos), que também virou filme e ganhou o Kikito de melhor roteiro no Festival de Gramado, em 1987, e os livros O Diário de um Magro (1997) e Minhas Mulheres e Meus Homens (1999). Em 2000, o livro Os Anjos de Badaró foi feito totalmente on-line, um capítulo por dia, com colaborações e sugestões de internautas. Foi a primeira experiência no mundo, chamando a atenção de jornais da Europa.
Prata escreveu três livros infanto-juvenis e dezesseis livros adultos ao longo da carreira, sendo que nove deles estiveram nas listas de Dez Mais Vendidos, chegando a liderá-las por seis vezes. Já recebeu, ao todo, 18 prêmios nacionais e estrangeiros. Seu projeto para 2013 é o vigésimo livro da carreira, com título provisório de “O Homem de 60”.

### Romance policial
Em 2008, Mario Prata apresentou aos leitores o detetive fictício Ugo Fioravanti Neto, que estreou na aventura policial Sete de Paus. O personagem voltou em 2010, desta vez nas páginas do livro Os Viúvos. Morador de Florianópolis há mais de dez anos, foi na Ilha da Magia que o escritor se inspirou para criar o detetive Fioravanti, mesclando tramas que exploram a geografia da cidade, as praias e os costumes dos manezinhos, como são conhecidos aqueles nascidos na capital catarinense. O terceiro livro da saga Fioravanti deve sair em 2014.

## Literatura

### Livros adultos
- Almanaque Pinheiro Neto (2012, uma edição Andreato Comunicação e Cultura)
- Os Viúvos (2010, Editora Leya)
- Sete de Paus (2009, Editora Planeta)
- Cem Melhores Crônicas - Que, na Verdade, São 129 (2008, Editora Planeta)
- Purgatório - A Verdadeira História de Dante e Beatriz (2008, Editora Planeta)
- Paris, 98! (2005, Editora Objetiva)
- Diário de Magro 2 – A Volta ao Spa (2004, Editora Objetiva, com ilustrações de Paulo Caruso)
- Palmeiras, um Caso de Amor (2002, DBA - projeto multimídia coordenado por Rodrigo Teixeira e Paulo Machline envolvendo 13 escritores, escrevendo sobre 13 times de futebol)
- Buscando o seu Mindinho (Um Almanaque Auricular) (2002, Editora Objetiva)
- Minhas Tudo (2001, Editora Objetiva)
- Os Anjos de Badaró (2000, Editora Objetiva - escrita inteiramente online)
- Minhas Mulheres e Meus Homens (1999, Editora Objetiva)
- Minhas Vidas Passadas (a limpo) (1998, Editora Globo)
- 100 Crônicas (1997, Cartaz Editorial)
- Diário de um Magro (1997, com ilustrações de Paulo Caruso, Editora Globo)
- Mas será o Benedito? (1996, Editora Globo)
- Filho é Bom, Mas Dura Muito (1995, Maltese Editora)
- James Lins, o Playboy que (Não) Deu Certo (1994, Cartaz Editorial)
- Schifaizfavoire, Dicionário de Português (1993, Editora Globo)
- Besame Mucho (1987, Editora L&PM)
- Fábrica de Chocolate (1979, Editora Hucitec)
- O Morto que Morreu de Rir (1969, edição do autor)

### Literatura infanto-juvenil
- Tá me Ouvindo, Frei Vicente? (1990, Atual Editora)
- Vestibulando (1990, Atual Editora)
- Love Story (1990, Atual Editora)
- Quadrilha (1990, Atual Editora)
- E o Zé Reinaldo, Continua Nadando? (1989, Atual Editora)
- As Meninas de Vinte Anos (1989, Atual Editora)

- A Viagem de Memoh (1987, Quinteto Editorial)
- Ritos da Infância (1985, Editora Summus, texto de vários autores, organizado por Fanny Abramovich)
- Sexta Feira, de Noite (1984, Quinteto Editorial)
- O Homem que Soltava Pum (1983, Editora Escrita/Siciliano)
- Chapeuzinho Vermelho de Raiva (1970, Editora Globo)

### Participação em antologia
- O Pasquim – Antologia Volume II -1972-1973 (2005, Editora  Desiderata, organizada por Jaguar e Sérgio Augusto)
- As Cem Melhores Crônicas do Brasil (2005, Editora Objetiva, organizada por Joaquim Ferreira dos Santos)
- Crônica Brasileira Contemporânea (2005, Editora Salamandra, organizada por Manuel da Costa Pinto)
- Boa Companhia (2005, Editora Companhia das Letras, coletânea de crônicas organizada por Humberto Werneck)
- Grandes Amigos, Pais e Filhos (2004, Panda Books, organizada por Carmen Lúcia Campos e Nilson Joaquim da Silva)
- Contos de Pânico (2004, Editora Marco Zero)
- A Descoberta do Amor em Prosa (2003, Cia Editora Nacional)
- 21 Contos Pelo Telefone (2001, DBA Editora)
- Contos Pirandellianos (1984, Editora Brasiliense)

## Televisão

### Telenovelas
| Ano  | Trabalho                 | Emissora      | Escalação                             | Parceiros titulares                |
| ---- | ------------------------ | ------------- | ------------------------------------- | ---------------------------------- |
| 1976 | Estúpido Cupido          | Rede Globo    | Autor principal                       |                                    |
| 1977 | Sem Lenço, sem Documento | Rede Globo    | Autor principal                       |                                    |
| 1979 | Dinheiro Vivo            | TV Tupi       | Autor principal                       |                                    |
| 1985 | Um Sonho a Mais          | Rede Globo    | Colaborador                           | Daniel Más                         |
| 1987 | Helena                   | Rede Manchete | Autor principal                       | Dagomir Marquezi Reinaldo Moraes   |
| 1996 | O Campeão                | Band          | Autor principal                       |                                    |
| 2004 | Metamorphoses            | RecordTV      | Criador da sinopse                    | Arlette Siaretta Letícia Dornelles |
| 2005 | Bang Bang                | Rede Globo    | Autor principal (apenas 34 capítulos) | Carlos Lombardi                    |

### Séries e minisséries
| Ano  | Trabalho                  | Emissora   | Escalação       | Parceiros titulares         | Notas                                                              |
| ---- | ------------------------- | ---------- | --------------- | --------------------------- | ------------------------------------------------------------------ |
| 1974 | Caso Verdade              | Rede Globo | Roteirista      |                             | Episódio: "Ela Tem uma Pulga Atrás da Orelha"                      |
| 1978 | Xico Rey                  | ARD        | Autor principal |                             |                                                                    |
| 1981 | O Resto é Silêncio        | TV Cultura | Autor principal |                             |                                                                    |
| 1981 | O Vento do Mar Aberto     | TV Cultura | Autor principal |                             |                                                                    |
| 1982 | Música ao Longe           | TV Cultura | Autor principal |                             |                                                                    |
| 1983 | Caso Verdade              | Rede Globo | Roteirista      |                             | Episódio: "O Homem do Disco Voador" Episódio: "Devolvam meu Filho" |
| 1983 | Avenida Paulista          | Rede Globo | Colaborador     | Daniel Más Leilah Assumpção |                                                                    |
| 1984 | A Máfia no Brasil         | Rede Globo | Colaborador     | Leopoldo Seran              | [ 6 ]                                                              |
| 1992 | Um Século e Sete Mulheres | RTP        | Autor principal |                             |                                                                    |

### Adaptações em outros países
| Ano  | Trabalho        | País  | Emissora                     | Escalação                  | Notas                     | Parceiros titulares |
| ---- | --------------- | ----- | ---------------------------- | -------------------------- | ------------------------- | ------------------- |
| 1995 | Estúpido Cupido | Chile | Televisión Nacional de Chile | Autor da história original | Remake de Estúpido Cupido | Jorge Marchant      |

## Teatro
- Eu Falo o Que Elas Querem Ouvir (2001, direção de Roberto Lage)
- Purgatório, Uma Comédia Divina (1984, dirigida por Roberto Lage)
- Papai & Mamãe, Conversando Sobre Sexo (1984, em parceria com Marta Suplicy, dirigida por Flávio de Souza)
- Salto Alto (1983, dirigida por Nítis Jacon)
- Besame Mucho (1982, em São Paulo dirigida por Roberto Lage e em 1983, no Rio de Janeiro, por Aderbal Freire-Filho)
- Dona Beja (1980, dirigida por Paulo César Bicalho)
- Fábrica de Chocolate (1979, dirigida por Ruy Guerra)
- E Se a Gente Ganhar a Guerra? (1971, dirigida por Celso Nunes)
- O Cordão Umbilical (1970, em São Paulo, dirigida por José Rubens Siqueira e no Rio de Janeiro, em 1972, por Aderbal Freire-Filho)

### Inéditas
- Rê Bordosa, a Peça, Vida e Morte de uma Porralôca (1997, adaptação dos quadrinhos de Angeli)
- 0 Príncipe Encantado (1985, tradução da peça do argentino Eugenio Griffero)
- Pilatos: Vida e Obra (1987, adaptação livre do livro homônimo de Carlos Heitor Cony)
- O Caminho da Roça (1987, monólogo)

## Cinema e roteiros
- O Casamento de Romeu e Julieta (2005, de Bruno Barreto. Roteiro com Marco Caruso e Jandira Martini, baseado num conto de Mario Prata (Palmeiras, Um Caso de Amor)
- O Testamento do Senhor Napumoceno da Silva Araújo (1991, baseado no romance do caboverdiano Germano Almeida, para a Opus Filmes de Portugal)
- E o Zé Reinaldo, Continua Nadando? (1989, dirigido por Adriano Goldman e Hugo Prata. Curta-metragem.)
- Besame Mucho (1987, co-roteiro e direção de Francisco Ramalho Junior)
- Assalto (1987, direção de Adriano Goldman e Hugo Prata. Curta-metragem.)
- Banana Split (1987, direção de Paulinho de Almeida)
- Beijo 2348/72 (1987, coautoria de roteiro e diálogos, dirigido por Walter Rogério)
- Chico Rei (1985, argumento, dirigido por Walter Lima Junior)
- O Jogo da Vida e da Morte (1971, diálogos, direção de Mario Kuperman)

## Prêmios
Televisão
- Revelação de autor com Estúpido Cupido - 1977
- Prêmio SCRIPT na European Script Found, para o roteiro de O Testamento do Senhor Napumoceno da Silva Araújo, em Londres.

Literatura
- Prêmio Oceanos – Semi-finalista com o livro O Drible da Vaca (Editora Record), 2022.

- Prêmio Jabuti – Finalista com o livro O Drible da Vaca (Editora Record), em 2022.

- O Morto que Morreu de Rir - primeiro lugar no I Concurso Universitário de Contos da PUC (Pontifícia Universidade Católica de São Paulo) - 1967.

Cinema
- O roteiro de Besame Mucho (em parceria com Ramalho Jr.) ganhou prêmio de "melhor roteiro" nos festivais de Gramado (Brasil), Cartagena (Colômbia), Figueira da Foz (Portugal) e Espanha.
- O roteiro de O Testamento do Senhor Napumoceno da Silva Araujo, recebeu apoio do IPC (Instituto Português de Cinema) e do European Script Fund.
- O Testamento do senhor Napumoceno, melhor roteiro latino de Gramado e melhor filme 1997.

Teatro
- Revelação de autor, com O Cordão Umbilical em 1970.
- Segundo lugar no concurso de textos inéditos do INACEN (Instituto Nacional de Artes Cênicas, do Ministério da Cultura), com Fábrica de Chocolates, em 1979.
- Cinco melhores espetáculos de São Paulo, em 1979, com Fábrica de Chocolates. Prêmio Mambembe, do Ministério da Cultura.
- Cinco melhores espetáculos de São Paulo, em 1982, com Besame Mucho. Prêmio Mambembe, do Ministério da Cultura.
- Cinco melhores espetáculos do Rio de Janeiro, em 1983, com Besame Mucho. Prêmio Mambembe, do Ministério da Cultura.
- Segundo lugar, concurso de textos inéditos, com Salto Alto, INACEM Instituto Nacional de Artes Cênicas, do Ministério da Cultura.
- Melhor autor do ano, em São Paulo, em 1984, com Salto Alto e Purgatório. Prêmio APCA (Associação Paulista dos Críticos de Artes).
- Menção honrosa no Prêmio Timochenko Wehbi (SESC/APART), com a peça Pilatos: Vida e Obra. 1990.
- Prêmio Shell - Indicação, por Projeto Oswald de Andrade de Dramaturgia, da Secretaria de Estado da Cultura de São Paulo,1990.

Vídeo
- Melhor roteiro do Sétimo Festival Video-Brasil da Fotóptica-Secretaria de Estado da Cultura de São Paulo, em 1989, com E o Zé Reinaldo, Continua nadando?
- Melhor vídeo deste mesmo festival, com E o Zé Reinaldo, Continua Nadando?
- Melhor roteiro do 11 Festival Internacional del Nuevo Cine Latinoamericano de Cuba, l989. (Reinaldo sigue nadando?)
- Melhor vídeo de Ficção deste mesmo Festival. (Reinaldo Sigue Nadando?)
- Melhor vídeo da III Bienal de Viíeo do Museu de Arte Moderno - Medelin - Colômbia, 1990. E o Zé Reinaldo, Continua Nadando?

## Vida Pessoal
Mario Prata tem três filhos (Antonio e Maria Prata) com a escritora Marta Góes, e Pedro Napolitano Machado Prata com a escritora e contadora de histórias Regina Machado.
Três netos: Olivia e Daniel de Antonio com Julia Diailibi, e Laura, de Maria com Pedro Bial.